# Plot twist
Một plot twist (tạm dịch: điểm ngoặt hoặc cú ngoắt) là một sự thay đổi triệt để theo hướng hoặc kết quả mong đợi của cốt truyện của một cuốn tiểu thuyết, phim, chương trình truyền hình, truyện tranh, video game, hoặc các tác phẩm mang tính tự sự khác. Nó là một thủ pháp phổ biến trong cách kể chuyện nhằm giữ sự quan tâm của một đối tượng khán giả, thường gây ngạc nhiên cho họ với một sự tiết lộ thông tin. Một số "twist" được báo trước.
Khi một plot twist xảy ra gần cuối của một câu chuyện, đặc biệt nếu nó thay đổi một quan điểm của các sự kiện trước đó, nó được biết đến như là một kết thúc bất ngờ (surprise ending).
Đôi khi người ta sử dụng một plot twist để mô tả một sự thay đổi đột ngột của một tình huống trong cuộc sống thực.
Người ta thường giả định rằng việc tiết lộ sự tồn tại của một plot twist làm hỏng một bộ phim hay một cuốn sách, vì phần lớn bộ phim/sách nói chung được xây dựng dần lên để tạo nên plot twist, tuy nhiên, có ít nhất một nghiên cứu cho thấy điều ngược lại.
Một phương pháp để làm suy yếu sự mong đợi của các khán giả là phương pháp nhân vật chính giả mạo (false protagonist). Nó liên quan đến việc trình bày một nhân vật khi bắt đầu bộ phim như là nhân vật chính, nhưng sau đó loại bỏ nhân vật này, thường bằng việc giết chết họ –  một thủ pháp được gọi là một con cá trích đỏ (red herring).

## Ví dụ ban đầu
Một ví dụ ban đầu của thể loại lãng mạn với nhiều twist là một truyện trong Nghìn lẻ một đêm, câu chuyện "Ba trái táo". Nó bắt đầu với việc một ngư dân phát hiện một cái rương bị khóa. Twist đầu tiên xảy ra khi chiếc rương bị phá vỡ để mở ra và một xác chết được tìm thấy bên trong. Việc tìm kiếm ban đầu cho kẻ giết người thất bại, và một twist xảy ra khi hai người đàn ông xuất hiện, đều tự xưng là kẻ giết người một cách riêng rẽ nhưng cả hai người đàn ông đều là người tốt. Một chuỗi các sự kiện phức tạp cuối cùng đã tiết lộ rằng kẻ giết người là nô lệ riêng của điều tra viên.

## Kết thúc bất ngờ
Một kết thúc bất ngờ (surprise ending) là một plot twist xảy ra gần hoặc ở phần cuối của một câu chuyện: một kết luận bất ngờ đối với một tác phẩm hư cấu khiến cho khán giả phải đánh giá lại về câu chuyện hoặc các nhân vật.

### Cơ chế của twist kết thúc

#### Anagnorisis
Anagnorisis, hoặc sự khám phá, là sự nhận biết được một cách bất ngờ của nhân vật chính về nhân dạng hoặc bản chất thật của bản thân họ hoặc của nhân vật khác. Thông qua kỹ thuật này, thông tin trước đó không lường trước được về nhân vật được tiết lộ. Một ví dụ đáng chú ý của anagnorisis xảy ra trong Oedipus Rex: Oedipus giết chết cha mình và lấy mẹ của mình trong sự thiếu hiểu biết, biết được sự thật chỉ khi đạt tới đỉnh điểm của vở kịch. Việc sử dụng đầu tiên của thủ pháp này như một twist kết thúc trong một vụ giết người bí ẩn là trong truyện "Ba trái táo", một truyện thời trung cổ trong Nghìn lẻ một đêm, mà nhân vật chính Ja'far ibn Yahya phát hiện ra bởi một cơ hội rằng một mục chính dẫn tới kết thúc của câu chuyện đó cho thấy thủ phạm đằng sau các vụ giết người là nô lệ của chính ông ta.
Trong Giác quan thứ sáu, bộ phim năm 1999 của M. Night Shyamalan, một nhân vật chính, người tin rằng anh còn sống, giúp một cậu bé đến giao tiếp với những người đã chết, phát hiện ra rằng anh ta thực sự đã chết. Tương tự, một bộ phim khác đã sử dụng thủ pháp này là bộ phim năm 2001, The Others, trong đó một người mẹ bị thuyết phục rằng ngôi nhà của cô đang bị ma ám, tới kết thúc của bộ phim, cô ấy biết rằng cô và con của cô thực sự là những bóng ma. Trong một tập phim của The Twilight Zone có tên "Five Characters in Search of an Exit", nhân vật chính khám phá tại đỉnh điểm rằng họ đã bỏ đồ chơi vào thùng quyên góp. Một ví dụ khác là trong Heroes, sau khi giúp Maya Herrera kiểm soát sức mạnh của mình, và đưa cô đến thành phố New York, Sylar tiết lộ bản chất thật của ông là một kẻ giết người hàng loạt cho Maya bằng cách bắt cô, Mohinder Suresh và Molly làm con tin. Một ví dụ khác trong Fight Club, khi nhân vật của Edward Norton nhận ra rằng Tyler Durden (Brad Pitt) là một dạng đa nhân cách của bản thân anh. Một bệnh nhân tâm thần trong bộ phim kinh dị The Ward cho thấy rằng ba người mà cô ấy đang nói chuyện đều thực sự là của bản thân cô. Đôi khi những đối tượng có thể khám phá ra rằng danh tính thực của một nhân vật trong thực tế là không rõ, như trong Layer Cake hoặc các sát thủ cùng tên trong V for Vendetta và The Day of the Jackal.

#### Đoạn hồi tưởng
Đoạn hồi tưởng (flashback), hoặc analepsis, là một sự thay đổi đột ngột, mạnh mẽ cho một sự kiện trong quá khứ. Nó được sử dụng để gây ngạc nhiên cho người đọc với thông tin chưa được biết trước đó mà cung cấp câu trả lời cho một bí ẩn, đặt một nhân vật trong một hoàn cảnh hoàn toàn khác, hoặc tiết lộ lý do cho một hành động mà trước đó không thể giải thích được. Bộ phim Marnie của Alfred Hitchcock đã sử dụng loại kết thúc bất ngờ này. Đôi khi thủ pháp này được kết hợp với thể loại phía trên, vì phép hồi tưởng lại có thể tiết lộ danh tính thực sự của một nhân vật, hoặc nhân vật chính có liên quan đến một trong những nạn nhân trong quá khứ của nhân vật phản diện, như Sergio Leone đã làm với nhân vật của Charles Bronson trong Once Upon a Time in the West hay tiểu thuyết kinh dị The Odessa File của Frederick Forsyth. Bộ phim truyền hình Boardwalk Empire và bộ truyện tranh (hai lần được chuyển thể thành phim) Old Boy cũng sử dụng những twist tương tự.

#### Người dẫn chuyện không đáng tin
Một người dẫn chuyện không đáng tin (unreliable narrator) làm sai lệch kết thúc bằng cách tiết lộ, hầu như luôn luôn ở phần cuối của phần tự sự, rằng người kể chuyện đã thao túng hoặc giả mạo câu chuyện trước đó, khiến người đọc đặt câu hỏi về những giả định trước đây của họ về văn bản. Motif này thường được sử dụng trong tiểu thuyết và phim noir, đặc biệt là trong phim The Usual Suspects. Một motif người dẫn chuyện không đáng tin đã được Agatha Christie sử dụng trong cuốn Vụ ám sát Roger Ackroyd, một cuốn tiểu thuyết gây nhiều tranh cãi do những người chỉ trích rằng là không công bằng khi lừa người đọc bằng một thủ đoạn thao túng như vậy. Một ví dụ khác về người dẫn chuyện không đáng tin là một nhân vật đã được tiết lộ là bị điên hoặc tâm thần, và do đó khiến cho khán giả đặt câu hỏi về phần tự sự trước đó, những ví dụ đáng chú ý của kiểu dẫn dắt này là ở trong bộ phim Brazil của Terry Gilliam, Fight Club của Chuck Palahniuk (và bộ phim chuyển thể của David Fincher), tiểu thuyết The Book of the New Sun của Gene Wolfe, tập thứ hai của Alfred Hitchcock Presents, Premonition, tiểu thuyết An Instance of the Fingerpost của Iain Pears, Shutter Island, và truyện ngắn 'The Hitchhiker' từ More Horowitz Horror của Anthony Horowitz.

#### Peripeteia
Peripeteia là sự đảo ngược bất ngờ vận mệnh của nhân vật chính, cho dù là tốt hoặc xấu, mà xuất hiện một cách tự nhiên từ hoàn cảnh của nhân vật. Không giống như deus ex machina, peripeteia phải đảm bảo sự hợp lý trong khung cảnh câu chuyện. Một ví dụ về một sự đảo ngược cho kết quả xấu sẽ là vụ giết người đột ngột của Agamemnon dưới bàn tay của vợ ông, Clytemnestra, trong vở Oresteia của Aeschylus, hoặc tình huống không thể tránh khỏi mà nhân vật của Kate Hudson tự nhận thấy trong đoạn kết của The Skeleton Key. Kiểu kết thúc này là một cách kết thúc phổ biến được sử dụng trong The Twilight Zone, có hiệu quả nhất trong tập "Time Enough at Last", nơi nhân vật của Burgess Meredith bị cướp hết hy vọng của mình bằng một tai nạn đơn giản nhưng đã phá mất đôi mắt kính của ông. Một sự đảo ngược tích cực về vận mệnh sẽ là cố gắng tự tử của Nicholas Van Orton, sau khi nhầm lẫn tin rằng mình đã vô tình giết chết em trai, chỉ vì sự an toàn của bản thân trong bữa tiệc sinh nhật của mình trong phim The Game.

#### Deus ex machina
Deus ex machina là một thuật ngữ tiếng Latin, có nghĩa là "Chúa tới từ cỗ máy." Nó đề cập đến một nhân vật, phương sách hoặc sự kiện mang tính bất ngờ, nhân tạo hoặc không chắc là sẽ xảy ra, được giới thiệu đột ngột trong một tác phẩm hư cấu để giải quyết một tình huống hoặc gỡ rối một âm mưu. Trong nghệ thuật sân khấu Hy Lạp cổ đại, "deus ex machina" ('ἀπὸ μηχανῆς θεός') là tên gọi một vị thần Hy Lạp (Thần Zeus) được đưa ra sân khấu thông qua một cần cẩu (μηχανῆς—mechanes), sau đó một vấn đề dường như không thể giải quyết được dẫn đến một giải quyết thỏa đáng theo ý muốn của vị thần. Trong nghĩa bóng hiện đại của nó, "deus ex machina" mang tới một kết thúc cho một câu chuyện qua quyết định bất ngờ (nói chung là hạnh phúc) với những gì dường như là một vấn đề mà không thể vượt qua được (xem History of the World, Part I của Mel Brooks). Thủ pháp này thường được dùng để kết thúc một câu chuyện ảm đạm với một dấu hiệu tích cực hơn.

#### Công lý trong thơ ca
Công lý trong thơ ca (poetic justice) là một thủ pháp văn học mà trong đó đức hạnh (virtue) cuối cùng cũng được tưởng thưởng, hoặc thói xấu (vice) bị trừng phạt chủ ở một cách mà theo cách mà phần thưởng hay hình phạt có liên quan đến hành động đó. Trong văn học hiện đại, thủ pháp này thường được sử dụng để tạo ra một twist mỉa mai về số phận, trong đó kẻ hung ác bị rơi vào bẫy của chính mình. Ví dụ, trong The Horse and His Boy của C. S. Lewis, Hoàng tử Rabadash leo lên một khối đá lớn trong cuộc chiến ở Archenland. Khi nhảy xuống trong khi hét lên "Tia chớp của Tash đánh từ trên cao xuống", áo giáp bằng chỉ sắt của ông mắc vào một cái móc và khiến ông bị treo ở đó, nhục nhã và bị mắc kẹt. Một ví dụ khác của thủ pháp này có thể tìm thấy trong Chú bé mang pyjama sọc của John Boyne, trong đó con trai của một người chỉ huy trại tập trung bị nhầm lẫn với các tù nhân đang căng tròn lên vì bị xông hơi, hoặc trong cuốn sách tranh của Chris Van Allsburg, The Sweetest Fig, nơi một nha sĩ lạnh lùng tàn nhẫn với con chó của mình và kết thúc bằng việc bị trừng phạt.

#### Khẩu súng của Chekhov
Khẩu súng của Chekhov (Chekhov's gun) đề cập đến một yếu tố về nhân vật hoặc âm mưu dường như có vai trò nhỏ được giới thiệu sớm trong câu chuyện mà đột nhiên có được tầm quan trọng lớn cho phần tự sự. Một ví dụ về điều này là những người phụ nữ ăn xin trong Sweeney Todd. Vào cuối vở nhạc kịch, cô được tiết lộ là vợ của nhân vật chính. Một cơ chế tương tự là "cây" ("plant"), một phương pháp chuẩn bị mà lặp đi lặp lại trong toàn bộ câu chuyện. Trong lúc giải quyết, ý nghĩa thật sự của "cây" được tiết lộ.

#### Cá trích đỏ
Cá trích đỏ (red herring) là một đầu mối sai nhằm dẫn các nhà điều tra hướng tới một giải pháp không chính xác. Thủ pháp này thường xuất hiện trong tiểu thuyết trinh thám và tiểu thuyết bí ẩn. Cá trích đỏ là một loại thủ pháp đánh lạc hướng, có dụng ý để đánh lừa nhân vật chính, và bằng cách kéo dãn người đọc, tránh xa câu trả lời chính xác hay nơi có đầu mối hay hành động cần thiết. Bộ phim án mạng bí ẩn của Ấn Độ Gupt: The Hidden Truth đã chọn nhiều diễn viên kì cựu đã thường đóng những vai phản diện trong những phim Ấn Độ như một thủ pháp cá trích đỏ trong bộ phim này, để đánh lừa khán giả nghi ngờ họ. Trong cuốn tiểu thuyết bán chạy Mật mã Da Vinci, những hành động sai trái của một nhân vật chủ chốt có tên là "Giám mục Aringarosa" thu hút sự chú ý từ nhân vật chủ nhân phản diện thực sự ("Aringarosa" nghĩa đen là "cá trích hồng"). Tiểu thuyết kinh điển Và rồi chẳng còn ai của Agatha Christie cũng là một ví dụ nổi tiếng khác, và cũng bao gồm thuật ngữ này trong một phương án giết người, nơi các nạn nhân sẽ đoán rằng một trong số họ sẽ bị giết chết bởi một hành động phản bội. Cá trích đỏ cũng có thể được dùng như là một hình thức của thủ pháp báo trước giả.

#### In medias res
In medias res (tiếng Latin là "ở giữa câu chuyện") là một kỹ thuật văn học trong đó sự kể chuyện bắt nguồn từ giữa câu truyện chứ không phải là sự khởi đầu của nó. Thông tin như tính cách, cách thiết lập, và động cơ được tiết lộ thông qua một loạt các đoạn hồi tưởng. Kỹ thuật này tạo ra một twist khi nguyên nhân của sự cố kích động không được tiết lộ cho đến đỉnh điểm. Kỹ thuật này được sử dụng trong phim The Prestige, trong đó những cảnh mở đầu cho thấy một trong những nhân vật chính bị chết đuối và một người khác bị bỏ tù. Những cảnh tiếp theo tiết lộ những sự kiện dẫn đến những tình huống này thông qua một loạt các hồi tưởng. Trong Monsters, một khởi đầu tương tự được chứng minh là một sự nhìn thấy trước (flashforward), vì nó là kết luận tuyến tính của các sự kiện diễn ra tiếp nối sau đó; đây không phải là rõ ràng cho đến khi kết thúc. In medias res thường được dùng để cung cấp một hook.

#### Kết cấu phi tuyến tính
Một kết cấu phi tuyến tính hoạt động bằng cách tiết lộ cốt truyện và nhân vật không theo trình tự thời gian. Kỹ thuật này đòi hỏi người đọc cố gắng ghép lại dòng thời gian với nhau để hiểu được đầy đủ câu chuyện. Một twist kết thúc có thể xảy ra như là kết quả của thông tin được tổ chức cho đến đỉnh điểm và là nơi đặt các nhân vật hoặc sự kiện trong một góc nhìn khác. Một số sự sử dụng đầu tiên của câu chuyện phi tuyến tính xảy ra trong Odyssey, một tác phẩm được kể lại nhiều trong hồi tưởng qua người kể chuyện Odysseus. Cách tiếp cận phi tuyến này đã được sử dụng trong các tác phẩm như những bộ phim Mulholland Drive, Sin City, Premonition, Arrival, Pulp Fiction, Memento, Babel, các chương trình truyền hình Lost, How I Met Your Mother (đặc biệt là trong nhiều tập phim trong những mùa sau), Heroes, Westworld và cuốn sách Catch-22.

#### Trình tự thời gian đảo ngược
Trình tự thời gian đảo ngược (reverse chronology) hoạt động bằng cách tiết lộ âm mưu theo thứ tự ngược, nghĩa là từ sự kiện cuối cùng đến sự kiện ban đầu. Không giống như cốt truyện tuân theo trình tự thời gian, thông qua các nguyên nhân trước khi đạt được hiệu quả cuối cùng, các cốt truyện đảo ngược trình tự thời gian cho thấy kết quả cuối cùng trước khi truy tìm nguyên nhân dẫn đến nó, vì vậy, nguyên nhân ban đầu đại diện cho một "twist kết thúc". Các ví dụ sử dụng kỹ thuật này bao gồm những bộ phim Irréversible, Memento, Happy End và 5x2, vở kịch Betrayal bởi Harold Pinter, và Time's Arrow của Martin Amis.